# Вантедж (Вашингтон)
Вантедж (англ. Vantage) — переписна місцевість (CDP) в США, в окрузі Кіттітас штату Вашингтон. Населення — 54 особи (2020).

## Географія
Вантедж розташований за координатами 46°56′43″ пн. ш. 119°59′32″ зх. д. / 46.94528° пн. ш. 119.99222° зх. д. (46.945232, -119.992150).  За даними Бюро перепису населення США в 2010 році переписна місцевість мала площу 0,85 км², уся площа — суходіл.

### Клімат
| Клімат : Вантедж        | Клімат : Вантедж | Клімат : Вантедж | Клімат : Вантедж | Клімат : Вантедж | Клімат : Вантедж | Клімат : Вантедж | Клімат : Вантедж | Клімат : Вантедж | Клімат : Вантедж | Клімат : Вантедж | Клімат : Вантедж | Клімат : Вантедж | Клімат : Вантедж |
| Показник                | Січ.             | Лют.             | Бер.             | Квіт.            | Трав.            | Черв.            | Лип.             | Серп.            | Вер.             | Жовт.            | Лист.            | Груд.            | Рік              |
| Абсолютний максимум, °C | 20,6             | 21,7             | 27,8             | 35,6             | 40,6             | 42,8             | 45,0             | 46,1             | 39,4             | 31,7             | 23,9             | 21,1             | 46,1             |
| Середній максимум, °C   | 4,4              | 8,9              | 15,0             | 19,4             | 24,4             | 28,3             | 33,3             | 32,8             | 27,2             | 18,9             | 10,0             | 3,3              | 18,9             |
| Середній мінімум, °C    | −3,3             | −2,8             | 0,0              | 3,3              | 7,8              | 11,7             | 14,4             | 13,3             | 8,3              | 2,8              | −1,1             | −5               | 4,2              |
| Абсолютний мінімум, °C  | −33,3            | −31,1            | −16,1            | −6,1             | −4,4             | 1,1              | 5,0              | 3,9              | −3,3             | −12,8            | −28,3            | −28,3            | −33,3            |
| Норма опадів, мм        | 23               | 17               | 18               | 14               | 13               | 15               | 7                | 5                | 8                | 15               | 27               | 30               | 192              |
| ----------------------- | ---------------- | ---------------- | ---------------- | ---------------- | ---------------- | ---------------- | ---------------- | ---------------- | ---------------- | ---------------- | ---------------- | ---------------- | ---------------- |

## Демографія
Згідно з переписом 2010 року, у переписній місцевості мешкали 74 особи в 30 домогосподарствах у складі 22 родин. Густота населення становила 87 осіб/км².  Було 39 помешкань (46/км²).
Расовий склад населення:
| - 86,5 % — білих - 8,1 % — корінних американців - 4,1 % — осіб інших рас |

До двох чи більше рас належало 1,4 %. Частка іспаномовних становила 17,6 % від усіх жителів.
За віковим діапазоном населення розподілялося таким чином: 25,7 % — особи молодші 18 років, 58,1 % — особи у віці 18—64 років, 16,2 % — особи у віці 65 років та старші. Медіана віку мешканця становила 47,0 року. На 100 осіб жіночої статі у переписній місцевості припадало 94,7 чоловіків;  на 100 жінок у віці від 18 років та старших — 103,7 чоловіків також старших 18 років.
Цивільне працевлаштоване населення становило 18 осіб. Основні галузі зайнятості: виробництво — 50,0 %.